# Raffaella Carrà
Raffaella Carrà (Bologna, 18 juni 1943 – Rome, 5 juli 2021) was een Italiaanse presentatrice, danseres, actrice en zangeres. Ze was erg populair in Italië, maar ook in Spanje, waar ze enkele televisieshows presenteerde, en Zuid-Amerika.
Carrà acteerde in een groot aantal films, onder andere in Atlas in the Land of the Cyclops (1961), Mole Men Against the Son of Hercules (1961), Ulysses Against the Son of Hercules (1962), Pontius Pilate (1962), Caesar the Conqueror (1962) en La Celestina P... R... (1965).
In 1965 speelde ze in de film Von Ryan's Express met onder anderen Frank Sinatra.
In Nederland en België is ze vooral bekend van het nummer A far l'amore comincia tu, beter bekend onder het refrein Scoppia, scoppia mi sco. Dit nummer uit 1977 stond hoog in de Nederlandse en Belgische hitlijsten. Het Nederlandse damestrio Luv' nam het liedje op onder de titel "Don Juanita de carnaval". Boney M. producer Frank Farian bracht voor zijn act Chilli in 1998 een Engelstalige bewerkte versie uit onder de titel Say I'm Your No.1. In april 2024 kreeg haar minder bekende nummer "Pedro, Pedro" nieuwe bekendheid via TikTok en Instragram als remix met beelden van een dansende wasbeer, naar aanleiding van de remix gemaakt door de Duitse producers Jaxomy en Agatino Romero in februari 2024. 
Carrà deed veel inspanningen om haar land na de deelname in 1997 weer te laten meedoen aan het Eurovisiesongfestival. Italië deed mee aan de editie van 2011. In dat jaar gaf zij ook de punten van Italië door. Het land eindigde in de finale op de 2e plaats.
Ze overleed in juli 2021 op 78-jarige leeftijd aan de gevolgen van longkanker.

## Discografie

### Singles
| Single met eventuele hitnotering(en) in de Nederlandse Top 40 | Datum van verschijnen | Datum van binnenkomst | Hoogste positie | Aantal weken | Opmerkingen                                   |
| ------------------------------------------------------------- | --------------------- | --------------------- | --------------- | ------------ | --------------------------------------------- |
| A far l'amore comincia tu                                     | 1977                  | 05-11-1977            | 3               | 14           | nr. 50 in de Single Top 100 / Alarmschijf     |
| Far l'amore                                                   | 11-04-2011            | 14-05-2011            | 27              | 7            | met Bob Sinclar / nr. 16 in de Single Top 100 |

| Single met hitnotering(en) in de Vlaamse Ultratop 50 | Datum van verschijnen | Datum van binnenkomst | Hoogste positie | Aantal weken | Opmerkingen     |
| ---------------------------------------------------- | --------------------- | --------------------- | --------------- | ------------ | --------------- |
| Far l'amore                                          | 2011                  | 16-04-2011            | 15              | 13           | met Bob Sinclar |

### NPO Radio 2 Top 2000
Van Raffaella Carrà stond alleen A far l'amore comincia tu in 1999 in de NPO Radio 2 Top 2000, op plek 1726.
- Biblioteca Nacional de España: XX878818
- Bibliothèque nationale de France: cb13928685b (data)
- Catàleg d'autoritats de noms i títols de Catalunya: 981060172669206706
- Gemeinsame Normdatei: 134344006
- International Standard Name Identifier: 0000 0000 5545 6794
- Library of Congress Control Number: n93120201
- Nationale Bibliotheek van Letland: 000308485
- MusicBrainz: feeef0f7-33d3-4df7-a269-f811489a4125
- Nationale Bibliotheek van Tsjechië: xx0200719
- Nationale Bibliotheek van Israël: 987010725498505171
- Nationale Bibliotheek van Polen: a0000002649034
- Nederlandse Thesaurus van Auteursnamen: 096779721
- Istituto Centrale per il Catalogo Unico: CFIV047765
- Système universitaire de documentation: 195816609
- Virtual International Authority File: 4152221
- WorldCat: E39PBJt8jrKd4YKbMm6hKgJMT3